# Idaea punctigera
Idaea punctigera är en fjärilsart som beskrevs av Louis Beethoven Prout 1913. Idaea punctigera ingår i släktet Idaea och familjen mätare. Inga underarter finns listade i Catalogue of Life.